# 234 Барбара
234 Барбара (лат. 234 Barbara) је астероид главног астероидног појаса. Приближан пречник астероида је 43,75 km,
а средња удаљеност астероида од Сунца износи 2,386 астрономских јединица (АЈ).
Инклинација (нагиб) орбите у односу на раван еклиптике је 15,357 степени, а орбитални период износи 1346,207 дана (3,685 године). Ексцентрицитет орбите астероида износи 0,244.
Апсолутна магнитуда астероида износи 9,02 а геометријски албедо 0,227.
Астероид је откривен 12. августа 1883. године.